# Drakfrukt

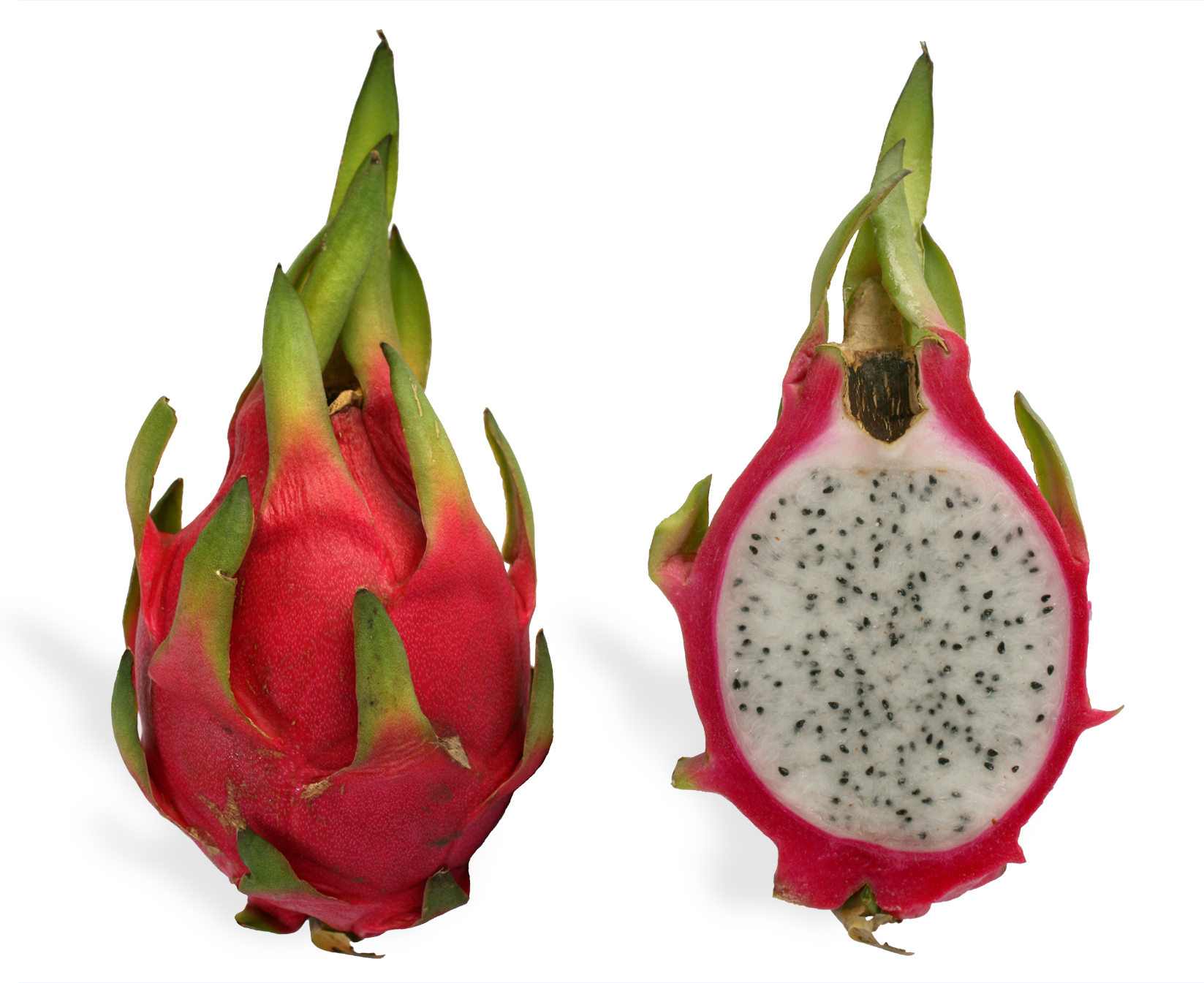
En drakfrukt i genomskärning.

Drakfrukt eller pithayah är frukten från flera olika kaktusarter som härstammar från södra Mexiko samt Guatemalas, Costa Ricas och El Salvadors stillahavskust. Den odlas numera framförallt i Thailand. År 2013 utgjorde intäkter från drakfrukt 55 procent av landets fruktexportomsättning. Den odlas även i andra delar av Sydostasien, Kina, Israel, Afrika, Australien, Nordamerika, tropiska delar av Sydamerika och Västindien.
Drakfrukter kan variera i smak från surt till sött, och fruktköttet kan vara rött, vitt eller gult. Den äts ofta rå, men man kan även göra juice och sorbet av den. Hela frukten kan göras till en sirap som man använder för att ge färg åt bakverk och sötsaker. Blomknoppen kan kokas och ätas.
Växten blommar bara på natten. Blommorna är vita och stora, oftast 20 centimeter eller längre. De är klockformade och väldoftande. Den har fyra till sex fruktcykler per år.